# تگرناو
تگرناو (به آلمانی: Tegernau) یک منطقهٔ مسکونی در آلمان است که در کلاینس ویزنتال واقع شده‌است. تگرناو ۳۸۹ نفر جمعیت دارد.